# Biljana Plavšić

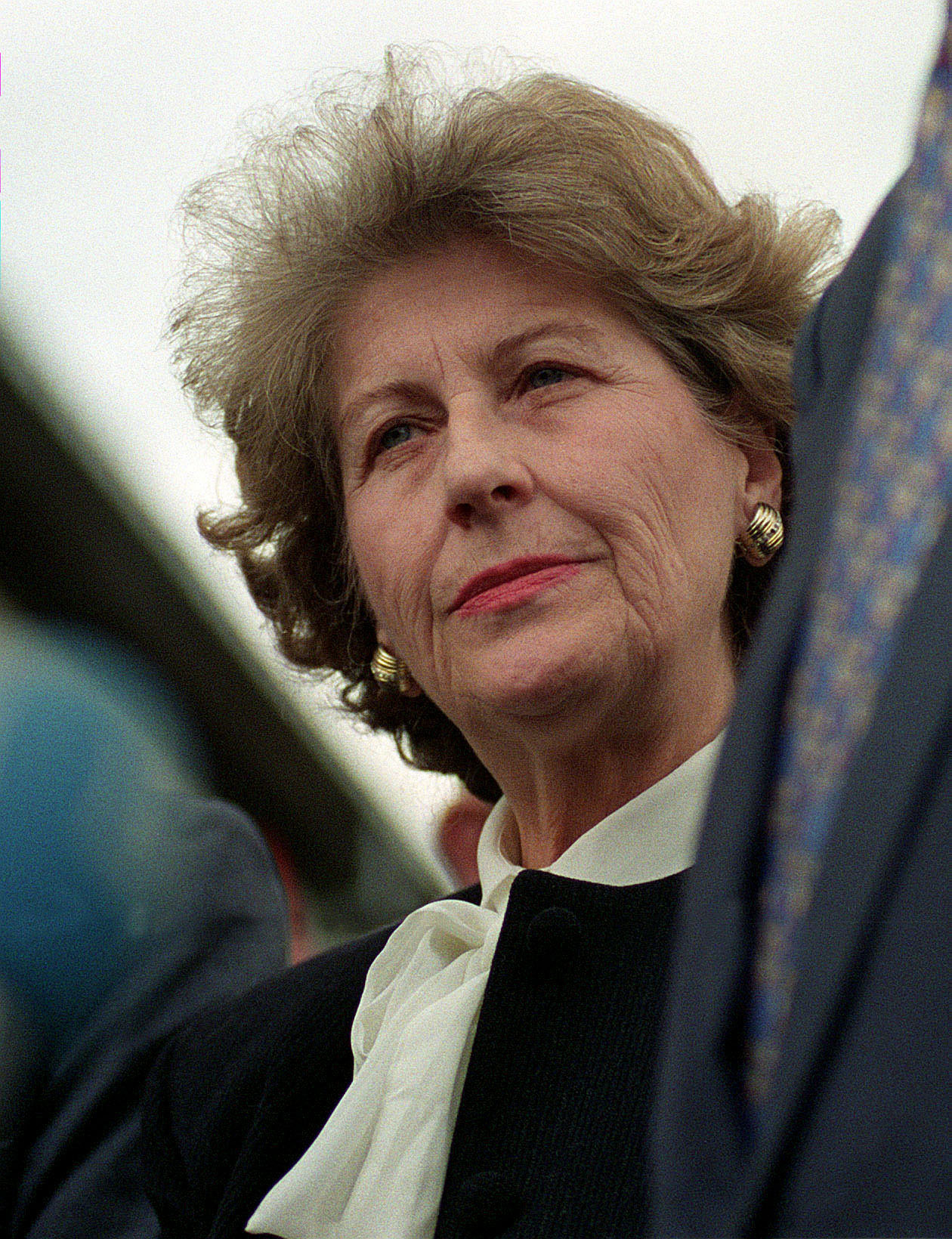
Biljana Plavšić (1996)

Biljana Plavšić (serbisch-kyrillisch Биљана Плавшић; * 7. Juli 1930 in Tuzla, Königreich Jugoslawien) ist eine ehemalige Politikerin und verurteilte Kriegsverbrecherin in der Republika Srpska in Bosnien und Herzegowina.

## Leben
Biljana Plavšić studierte an der Universität Zagreb und war Professorin für Biologie (Schwerpunkt: Morphologie der Pflanzen) und Dekanin der Fakultät für Naturwissenschaften und Mathematik an der Universität Sarajevo. Sie ist die Tante des jugoslawischen und serbischen Journalisten und Diplomaten Miroslav Lazanski. Sie wurde als Mitglied der im Juli 1990 gegründeten Serbischen Demokratischen Partei bei den ersten Mehrparteienwahlen als einzige Frau ins bosnische Republikspräsidium gewählt; dieses Amt hatte sie von November 1990 bis April 1992 inne.
Im weiteren Verlauf des Jahres 1992 wurde sie Vizepräsidentin der Republika Srpska und Mitglied des Oberkommandos der Streitkräfte der Republika Srpska. Sie ordnete ethnische Säuberungen an. Sie bezeichnete Muslime „als genetischen Irrtum im serbischen Körper“. Dieser Behauptung widersprach sie vehement, diese Aussage sei durch eine Journalistin in die Welt gesetzt worden und frei erfunden. Nachdem der Präsident der Republika Srpska, Radovan Karadžić, 1996 auf internationalen Druck zurückgetreten war, wurde sie dessen Nachfolgerin. Sie ging zunehmend auf Distanz zu Karadžić, was zu einem Machtkampf führte. Plavšić verließ die damalige Hauptstadt der Republika Srpska, Pale (bei Sarajevo), und führte die Regierungsgeschäfte von Banja Luka aus. Sie wurde aus der Serbischen Demokratischen Partei ausgeschlossen und gründete daraufhin die Partei Srpski Narodni Savez (SNS, Serbischer Volksbund). Bei der Präsidentschaftswahl 1998 wurde Plavšić von Nikola Poplašen abgelöst.
Biljana Plavšić galt zunächst als radikale Nationalistin, machte während ihrer Amtszeit als Präsidentin jedoch den Weg für Reformen frei und nominierte den damals als gemäßigt geltenden Sozialdemokraten Milorad Dodik als Ministerpräsidenten.
Vor dem Internationalen Strafgerichtshof für das ehemalige Jugoslawien wegen Verbrechen gegen die Menschlichkeit (Unterstützung der Planung und Ausführung von Vertreibungen) angeklagt, stellte sie sich im Januar 2001. Die Haftstrafe von elf Jahren, zu der sie verurteilt wurde, saß sie seit 2003 im Frauengefängnis Hinseberg in der schwedischen Provinz Örebro ab. Laut einem Artikel der Frankfurter Rundschau wurde sie einerseits als Kriegsverbrecherin dargestellt, ihr andererseits jedoch ein guter Charakter bescheinigt und Strafmilderung in Aussicht gestellt, wenn sie gegen Slobodan Milošević aussage. In einem Gespräch mit Journalisten Anfang 2009 wurde jedoch deutlich, dass die Strafverkürzung das hauptsächliche Motiv für ihre Reue („Das Wissen, dass ich für derartiges menschliches Leid und für die Verschmutzung des Charakters meines Volkes verantwortlich bin, wird immer mit mir sein“) gewesen ist, was auch die Journalistin bestätigt: „Sie gab zu, dass sie Reue über ihre vergangenen Taten nur bekundet habe, weil sie eine kürzere Gefängnisstrafe erhalten wollte. Sie sagte mir, dass sie Muslime noch immer hasse […]“. Ebenso missfiel ihr die schwedische Gesellschaft aufgrund ihrer Gleichheitspraxis und der Pressefreiheit.
Am 27. Oktober 2009 wurde Plavšić nach der Verbüßung von zwei Dritteln ihrer Strafe wegen guter Führung vorzeitig aus der Haft entlassen. Den Beschluss zur Freilassung fasste die schwedische Regierung am 22. Oktober 2009, nachdem zuvor zwei Gnadengesuche abgelehnt worden waren. Entgegen der schwedischen Praxis sollte Plavšić nicht für den verbleibenden Zeitraum der ursprünglichen Strafe überwacht werden.
Am Tag der Verurteilung Radovan Karadžićs durch den ICTY gab sie dem serbischen Ableger des russischen Medienportals Sputnik ein Interview, in dem sie erneut deutlich von den Aussagen aus ihrem Schuldbekenntnis vor dem ICTY abwich. Sie zweifelte die Legitimität und Unbefangenheit des internationalen Strafgerichtshofs an und äußerte die Ansicht, ohne die Republika Srpska und die Organisation der Serben in Bosnien hätten sich die Kriegsverbrechen gegen Serben aus dem Zweiten Weltkrieg wiederholt. Die Journalistin befand den Friedensvertrag von Dayton als ungerecht gegenüber den Serben, woraufhin Plavšić antwortete, dass sie nur bedauere, nicht mehr „ihr geliebtes Sarajevo“ betreten zu können. Die Belagerung von Sarajevo, die bei ihrer Verurteilung eine Rolle gespielt hat, sowie die sonstigen Opfer des Bosnienkrieges, wurden in dem Interview nicht erwähnt.
Sie beharrte auf einem widerlegten Standpunkt, der schon während des Bosnienkriegs von Politikern der Republika Srpska immer wieder hervorgebracht wurde, demnach die bosnischen Muslime die Absicht gehabt hätten, einen Gottesstaat zu gründen.
Sie bedauerte die zunehmende Verkleinerung des Staates Serbien (den sie als „Mütterchen“ bezeichnete) nach den Unabhängigkeitserklärungen von Montenegro und Kosovo und verglich die Verkleinerung des Territoriums mit „Mäusen, die von allen Seiten knabbern“. Sie verglich den Prozess gegen sich mit jenem gegen Albert Speer während der Nürnberger Prozesse und gab an, während ihrer Haftzeit schlechter als er behandelt worden zu sein. Sie erhob in diesem Zusammenhang Vorwürfe gegen Wärterinnen während ihrer Haftzeit, die sie unmenschlich behandelt hätten und betonte, dass dies besonders durch Musliminnen geschehen sei.

## Schriften
- Svedočim. Knjiga pisana u zatvoru. (Ich sage aus. Ein Buch geschrieben im Gefängnis. Autobiographie), 2004, ISBN 99938-753-1-7